# シンビリス山
シンビリス山 (Shimbiris) は、ソマリアの最高峰。標高2460m。北部のサナーグ州に位置し、カル・マドー山地を形成する。かつては2416mとされたが、Shuttle Radar Topography Missionの計測でそれでは少し低いことが分かった。スルード・カード山とも呼ばれる。